# SITストリングス
SITストリングス（英・SIT Strings）は、アメリカのオハイオ州アクロンに拠点を置くギター、ベース弦のメーカーである。SITとはStay In Tuneの略で、チューニングが合った状態の意味である。同社では完成後の弦に特殊な処理を施し、弦のチューニングが狂いにくくなる加工をしている。

## 沿革
1980年、アメリカのオハイオ州アクロンで創業。現行ラインアップはPOWER WOUNDニッケルプレーテッド・スチール弦、POWER STEELステンレス・スチール弦、POWER GROOVEピュアニッケル弦、フォスファー・ブロンズ弦、ゴールデン・ブロンズ弦等がある。 

## 使用アーティスト
- David Ellefson (Megadeath)
- Dan Auerbach (The Black Keys)
- Richard Kruspe (Rammstein)
- 山本恭司 (BOWWOW, Wild Flag)
- 松本孝弘(B'z)
- 苣木寛之 (THE MODS)
- 森山達也 (THE MODS)
- 内田十紀夫
- 武良匠
- ACE (face to ace), ex聖飢魔II)
- TK (凛として時雨)
- 345 (凛として時雨)
- 佐藤雅俊 (ACIDMAN)
- 大木伸夫 (ACIDMAN)
- 鈴木新, ex黒夢)他
- MASHA (Crying Machine)
- FUKO (Crying Machine)
- SAKI (Mary's Blood)
- RIO (Mary's Blood)
- 大賀好修 (nothin' but love・OOM・Sensation)
- 赤塚ヤス (DOES)
- 氏原ワタル (DOES)
- Kazuya Fukuda (Countlost)
- 悠介 (lynch.)
- 玲央 (lynch.)
- 叫 (UCHUSENTAI NOIZ)
- ヤマモトシンタロウ (lego big morl)
- チバユウスケ (The Birthday)
- 葵 (the GazettE)
- 戸高賢史 (Art-school, Ropes)
- Char